# 보조 인자 F430
보조 인자 F430(영어: cofactor F430)은 조효소 B 설포에틸싸이오트랜스퍼레이스의 보조 인자이다. 조효소 B 설포에틸싸이오트랜스퍼레이스는 메테인 생성의 마지막 단계에서 메테인을 방출하는 EC 2.8.4.1의 반응을 다음과 같이 촉매한다.
CH
3–S–CoM + HS–CoB  →  CH
4 + CoB–S–S–CoM
|  |  |

보조 인자 F430은 메테인 생성균과 혐기성 메테인 영양 고세균에서만 발견된다. 메테인 생성 역반응에 관여하는 고세균에서 비교적 높은 농도로 생성된다. 이들은 전체 중량의 7%에 상당하는 니켈 단백질을 함유할 수 있다.

## 구조
관용명인 보조 인자 F430은 메타노박테리움 테르모아우토트로피쿰(Methanobacterium thermoautotrophicum)으로부터 추출한 노란색 샘플의 분광 최대치가 430 nm인 특성에 기초하여 1978년에 명칭이 부여되었다. 보조 인자 F430은 1982년에 조효소 B 설포에틸싸이오트랜스퍼레이스의 보조 인자로 확인되었으며, X-선 결정학 및 핵자기 공명 분광법에 의해 완전한 구조가 추론되었다. 보조 인자 F430은 코핀이라고 하는 거대 고리에서 환원된 포르피린을 특징으로 한다. 또한 γ-락탐 고리 E와 케토 함유 탄소 고리 F를 갖는 표준 테트라피롤(고리 A-D)에 비해 추가 고리 2개를 더 가지고 있다. 보조 인자 F430은 생물학적 시스템에서 거의 발견되지 않는 원소인 니켈을 함유하고 있는 유일한 천연 테트라피롤이다.

## 생합성
|  |  |  |

생합성은 엽록소, 비타민 B12, 피코빌린, 시로헴, 헴, 헴d1을 포함한 모든 천연 테트라피롤의 전구체인 유로포르피리노젠 III로부터 시작된다. 유로포르피리노젠 III는 다이하이드로시로하이드로클로린을 통해 시로하이드로클로린으로 전환된다. 이 테트라피롤에 니켈을 삽입하는 것은 시로하이드로클로린 코발토킬레이테이스에 의해 촉매되는 반응에 의해 일어나며, 니켈(II)-시로하이드로클로린을 생성한다. 코발라민의 생합성에서 시로하이드로클로린 코발토킬레이테이스는 코발트를 삽입한다.
|  |

ATP 의존성 니켈-시로하이드로클로린 a,c-다이아마이드 생성효소(CfbE)는 EC 6.3.5.12 반응에서 a 및 c 아세테이트 곁사슬을 아세트아마이드로 전환하여 니켈(II)-시로하이드로클로린 a,c-다이아마이드를 생성한다. 두 아마이드화의 순서는 무작위적이다. 그 성분 복합체인 니켈-시로하이드로클로린 a,c-다이아마이드 환원성 고리화효소(CfbCD)는 EC 6.3.3.7 반응에서 고리 시스템의 6-전자 및 7-양성자 환원을 수행하여 15,173-세코-F430-173-산 (세코-F430) 중간생성물을 생성한다. 환원에는 ATP 가수분해가 포함되며 전자는 2개의 4Fe-4S 중심을 통해 전달된다. 마지막 단계에서 케토 함유 탄소 고리 F는 반응 EC 6.4.1.9에서 ATP 의존성 효소인 보조 인자 F430 합성효소(CfbB)에 의해 형성되어 보조 인자 F430을 생성한다. 이 효소는 펩티도글리칸의 생합성에서 발견되는 뮤라밀 연결효소이다.

## 같이 보기
- 보조 인자